# Centrache
Centrache egy község (comune) Olaszország Calabria régiójában, Catanzaro megyében.

## Fekvése
A megye központi részén fekszik. Határai: Montepaone, Olivadi, Palermiti, Petrizzi és Vallefiorita.

## Története
Centrico és Centracchi néven először a 16. században jelenik meg, de a települést a 13. században alapították. 1811-ben vált önálló községgé, amikor a Nápolyi Királyságban felszámolták a feudalizmust.

## Népessége
A népesség számának alakulása:

## Főbb látnivalói
- Palazzo Molea
- Palazzo Murgida
- Santa Maria Assunta-templom
- Madonna del Rosario-templom